# صموئيل بالما سيزار
صموئيل بالما سيزار (بالإسبانية: Samuel Palma César)‏ هو سياسي مكسيكي، ولد في 19 يناير 1957 في كويرنافاكا في المكسيك. حزبياً، نشط في الحزب الثوري المؤسساتي. وقد انتخب عضو مجلس النواب المكسيك.